# G. K. Chesterton

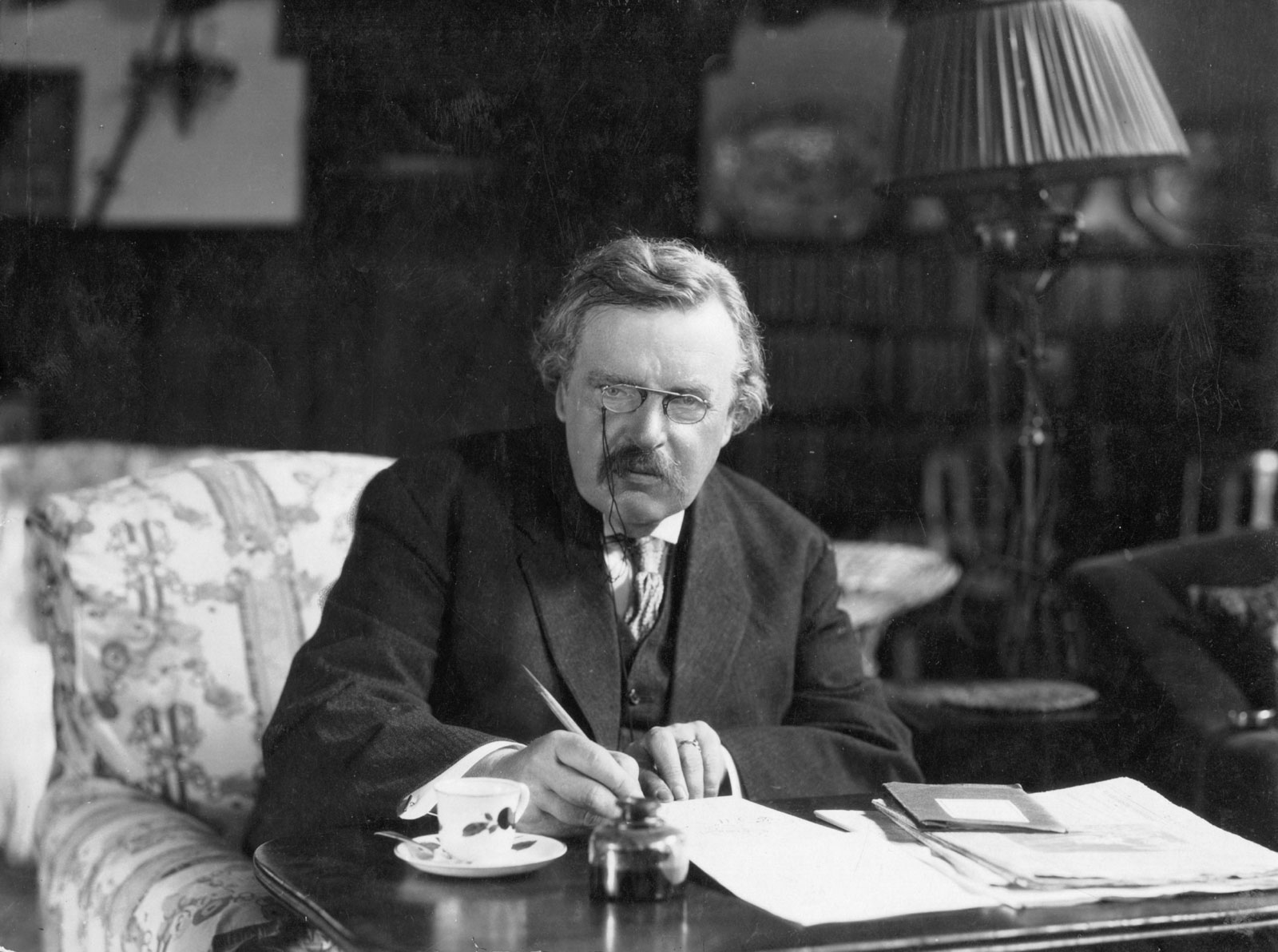
Chesterton bei der Arbeit (undatiert)

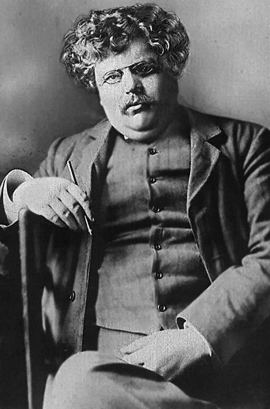
Gilbert K. Chesterton (1914)

Gilbert Keith Chesterton, kurz oft G. K. Chesterton (* 29. Mai 1874 im Londoner Stadtteil Kensington; † 14. Juni 1936 in Beaconsfield), war ein englischer Schriftsteller und Journalist. Er ist heute vor allem bekannt durch eine Reihe von Detektivgeschichten um die Figur Pater Brown.

## Leben

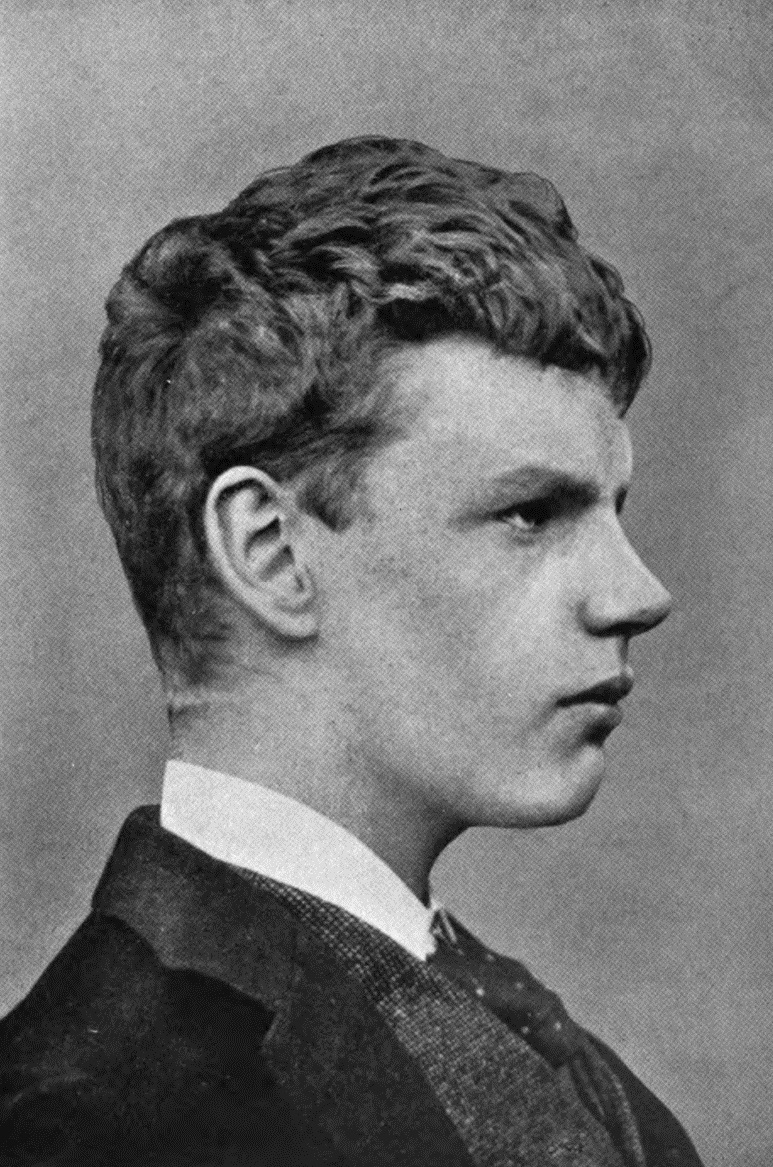
Chesterton mit 17

Gilbert K. Chesterton wurde 1874 in Campden Hill im Londoner Stadtteil Kensington als Sohn eines Londoner Häusermaklers geboren. Die Familie war protestantischen Glaubens und gehörte der Gemeinschaft der Unitarier an.
Er wurde an der St Paul’s School erzogen. Danach besuchte er die Slade School of Art, um Illustrator zu werden. Außerdem besuchte er Vorlesungen der Literaturwissenschaft am University College London, erwarb aber keinen Abschluss. 1896–1902 arbeitet Chesterton für den Londoner Verlag Redway, and T. Fisher Unwin. In diese Zeit fällt seine erste journalistische Arbeit als ein freiberuflicher Kunst- und Literaturkritiker. 1901 heiratete er Frances Blogg. 1902 erhielt Chesterton eine wöchentliche Kolumne in der Daily News, hinzu kam 1905 eine weitere wöchentliche Kolumne in The Illustrated London News, für die er die nächsten 30 Jahre schrieb.
Nach eigenen Angaben faszinierte ihn das Okkulte, und er experimentierte mit seinem Bruder Cecil mit Ouija. Später wandte er sich wieder dem Christentum zu, was 1922 zu seinem Eintritt in die römisch-katholische Kirche führte.
Chesterton war etwa 1,93 m groß und wog um 134 kg. Sein Bauchumfang war Thema bekannter Anekdoten: So soll er zu seinem Freund George Bernard Shaw gesagt haben: „To look at you, anyone would think there was a famine in England.“ („Wenn man dich ansieht, muss man denken, es gäbe eine Hungersnot in England.“) Shaw gab zurück: „To look at you, anyone would think you caused it.“ („Wenn man dich ansieht, muss man denken, du hättest sie verursacht.“)
Gewöhnlich trug er ein Cape und einen zerdrückten Hut, einen Stockdegen und hatte eine Zigarre aus dem Mund hängen. Er vergaß oft, wohin er wollte, und verpasste den Zug, der ihn dorthin bringen sollte. Es wird berichtet, dass er mehrfach seiner Frau von entfernten Orten Telegramme schickte wie „Am at Market Harborough. Where ought I to be?“ („Bin in Market Harborough. Wo sollte ich sein?“), worauf sie antwortete: „Home“ („zu Hause“).
Chesterton war von 1930 bis 1936 Präsident des Detection Club, einer Vereinigung von Kriminalautoren, die Regeln für einen „fairen Kriminalroman“ erstellten.
Papst Pius XI. verlieh Chesterton 1934 den Gregoriusorden (Komtur mit Stern).
Gilbert K. Chesterton starb 62-jährig am 14. Juni 1936 in seinem Haus in Beaconsfield in Buckinghamshire. Die Homilie bei Chestertons Totenmesse in der Westminster Cathedral wurde von Ronald Knox gehalten. Er wurde in Beaconsfield auf dem katholischen Friedhof begraben. Chestertons Nachlass wurde auf 28.389 Pfund Sterling geschätzt, was heute etwa 2,6 Millionen US-Dollar entspräche.

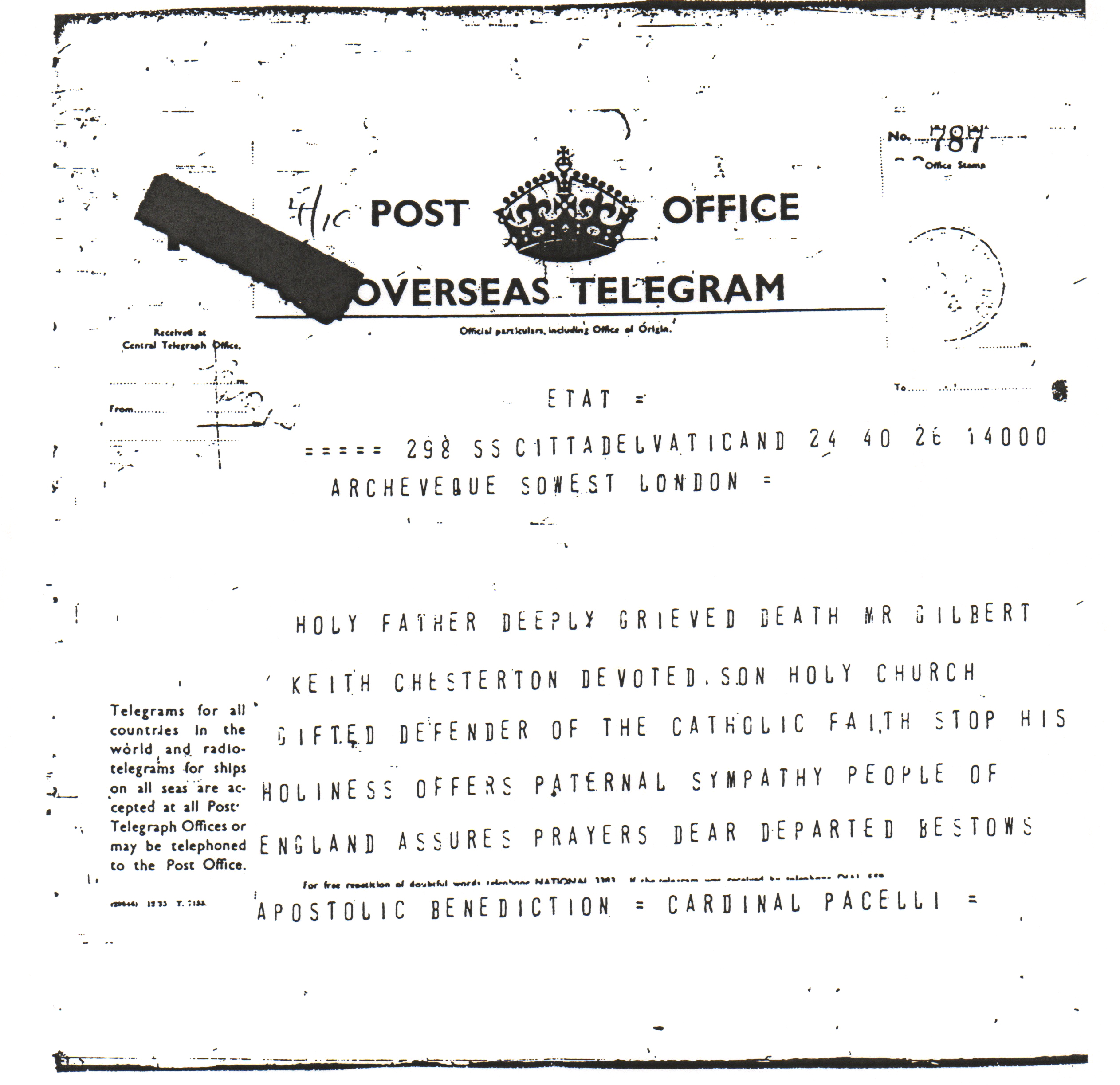
Telegramm von Papst Pius XI. zum Tod von Chesterton

Im August 2013 wurde sein Seligsprechungsprozess auf diözesaner Ebene in seinem Heimatbistum Northampton eröffnet. Bischof Peter Doyle teilte im August 2019 jedoch mit, dass das Seligsprechungsverfahren wegen Chestertons Mangel an persönlicher Spiritualität nicht weiter verfolgt werde.

## Wirkung und Positionen
In seinen Romanen, Essays und Kurzgeschichten setzte sich Chesterton intensiv mit modernen Philosophien und Denkrichtungen auseinander. Bekannt sind seine oft gewagten Gedankensprünge und sein Zusammenbringen scheinbar unvereinbarer Ideen, oft mit überraschenden Ergebnissen. Seine Argumentationsweise ist plakativ als „geistiger Husarenritt“ bezeichnet worden.
Chesterton führte öffentliche Debatten unter anderem mit G. B. Shaw, H. G. Wells, Bertrand Russell und Clarence Darrow. Sein vielleicht wichtigster Diskussionspartner war Shaw, mit dem ihn eine herzliche Freundschaft bei gleichzeitiger Ablehnung von dessen Ansichten verband. Nach seiner Autobiografie spielten er und Shaw Cowboys in einem Stummfilm, der allerdings nie veröffentlicht wurde. Er bekämpfte verschiedene Ideen und Theorien, die Anfang des 20. Jahrhunderts oft und gerne vertreten wurden, vor allem äußerte er sich gegen Euthanasie und Rassenkunde sowie gegen jede Vorstellung einer Eugenik. Mit den Gedanken Nietzsches zum Übermenschen setzte er sich kritisch auseinander. Er lehnte den britischen Kolonialismus ab und unterstützte die irische Unabhängigkeit.

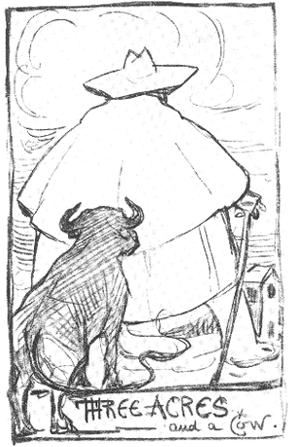
„Drei Morgen Land und eine Kuh“ (Zeichnung von Chesterton)

Chesterton bewunderte das Mittelalter, das seiner Meinung nach in der Neuzeit oft unfair negativ dargestellt wurde. Er setzte sich dafür ein, dass die Demokratie auf Grund ihres eigenen Wesens auf die Stimme der Armen und Slumbewohner hören solle, anstatt von oben herab „zu ihrem Besten“ über sie zu entscheiden („Anstatt uns zu fragen, was wir mit den Armen machen sollen, sollten wir uns lieber fragen, was die Armen mit uns machen werden.“)
Wirtschaftspolitisch forderte er eine Begrenzung der Macht des Großkapitals bei gleichzeitiger Förderung des Kleineigentums („Jedermann sollte eine Kuh und drei Morgen Land besitzen können“, „Das Problem des Kapitalismus ist nicht, dass es zu viele, sondern dass es zu wenige Kapitalisten gibt.“). Er nannte dies Distributismus, der sich bei ihm dadurch auszeichnet, dass das Eigentum an Produktionsmitteln neu verteilt wird, so dass jede Familie ihren Lebensunterhalt eigenständig entwickeln kann. Nach Chesterton ist der Mensch für ein freies, aber auch hartes Leben auf dem Land bestimmt.
Seine Opposition gegenüber dem Kapitalismus mündete in antisemitische Denkmuster: So sah er Kapitalismus und Marxismus als Instrumente der Juden zur Erlangung der Weltherrschaft, war der Ansicht, der Burenkrieg würde aufgrund der finanziellen Interessen der Juden in Südafrika geführt, und sprach sich in der Zeitschrift The New Witness gegen eine Politik aus, die Juden den Aufstieg in Politik und Gesellschaft ermöglichte. In seiner Schrift The New Jerusalem (1920) befürwortete er die Schaffung einer Heimstatt für die Juden. Chesterton wandte sich jedoch auch gegen die Ideologie des Nationalsozialismus.
Nach seinem Tod wurde er von Papst Pius XI. mit dem Titel Fidei defensor (Verteidiger des Glaubens) geehrt. Diese Ehrenbezeichnung war vormals dem englischen König Heinrich VIII. verliehen worden, als dieser mit Hilfe des hl. Thomas Morus eine Schrift zur Verteidigung des katholischen Glaubens vorgelegt hatte. Chesterton hat den Glauben in einer Vielzahl von entschiedenen, sehr pointierten und originellen Schriften bezeugt. Dieser umfangreiche Aspekt seines Wirkens ist in Deutschland weitgehend unbekannt geblieben, während Chesterton in der englischsprachigen Welt als bedeutender Apologet der katholischen Kirche gilt.

## Literarisches Schaffen
Chesterton schrieb Gedichte, Bühnenstücke, meist aber Prosa: Essays, zahlreiche Erzählungen und Romane. Von manchen Kritikern hochgelobt wurden die von ihm verfassten Biografien, beispielsweise über den hl. Thomas von Aquin, den hl. Franziskus, Charles Dickens, Robert Louis Stevenson und George Bernard Shaw.
Sein kurzer Roman The Man Who Was Thursday von 1908 (dt. 1910 als Der Mann, der Donnerstag war) ist eine politische Satire, die der Phantastischen Literatur zugerechnet werden kann: Ein Komplott anarchistischer Terroristen am Anfang des 20. Jahrhunderts entwickelt sich darin, unter zunehmender Verfremdung der Wirklichkeit, in ein verrückt-göttliches Spektakel. Wie in anderen seiner Schriften wendet sich Chesterton auch in diesem Roman theologisch-philosophischen Fragen zu.

### Father Brown
Chestertons bekannteste literarische Schöpfung ist Father Brown (in älteren deutschen Übersetzungen falsch als „Pater Brown“ übersetzt), der im Mittelpunkt von insgesamt 49 Kurzgeschichten steht, deren erste 1910 erschien und die in fünf Bänden herausgegeben wurden. Brown ist ein Geistlicher, der mit psychologischem Einfühlungsvermögen und durch logische Schlüsse auch die scheinbar mysteriösesten Kriminalfälle löst. Im Gegensatz zu anderen bekannten Romanhelden wie Sherlock Holmes und Agatha Christies Hercule Poirot steht bei Brown nicht so sehr die äußere Logik des Tatherganges, sondern die innere Logik und Motivation des Täters im Vordergrund. 1953 spielte Alec Guinness den detektivischen Seelsorger in Die seltsamen Wege des Pater Brown (Father Brown). Nicht zuletzt aus dieser Begegnung mit Chesterton resultierte später Guinness’ eigene Konversion zur katholischen Kirche. Durch die Verfilmung der Pater-Brown-Kriminalkurzgeschichten mit Heinz Rühmann wurde Chestertons Werk in den 1960ern auch in Deutschland bekannt. Allerdings sind jene Filme in vieler Hinsicht dem Geschmack der deutschen 1950/60er angepasst worden. Zwischen 1966 und 1972 entstanden für die österreichisch-deutsche Fernsehserie Pater Brown 39 sehr werkgetreue Verfilmungen mit Josef Meinrad in der Hauptrolle.

### Deutsche Editionen
Ältere deutsche Übersetzungen von Chestertons Büchern wurden teilweise dem deutschen Publikumsgeschmack entsprechend abgemildert und dadurch verfälscht. Erst Anfang der 1990er Jahre brachte der Haffmans Verlag originalgetreuere deutsche Ausgaben der Father-Brown-Geschichten heraus, für die Hanswilhelm Haefs übersetzt hatte. 1998 und 2000 veröffentlichte der Eichborn Verlag in seiner Reihe Die Andere Bibliothek zwei Sammlungen von Essays Chestertons: Ketzer und Orthodoxie. In den letzten Jahren produziert der Bonner nova & vetera Verlag ebenfalls weitgehend originaltreue Erst- und Neuübersetzungen des Chestertonschen Werks.

## Bibliografie

### Erzählungen um Father Brown
The Innocence of Father Brown (1911)
- The Blue Cross (in: The Story-Teller, September 1910; Erstdruck als Valentin Follows a Curious Trail in: The Saturday Evening Post, 23 July 1910)
- The Secret Garden (in: The Story-Teller, October 1910; Erstdruck in: The Saturday Evening Post, 3. September 1910)
- The Queer Feet (in: The Story-Teller, November 1910; Erstdruck in: The Saturday Evening Post, 1. Oktober 1910)
- The Flying Stars (in: The Saturday Evening Post, 20. Mai 1911)
- The Invisible Man (in: The Saturday Evening Post, 28. Januar 1911, auch: Cassell's Magazine, Februar 1911)
- The Honour of Israel Gow (als The Strange Justice in: The Saturday Evening Post, 25. März 1911)
- The Wrong Shape (in: The Saturday Evening Post, 10. Dezember 1910)
- The Sins of Prince Saradine (in: The Saturday Evening Post, 22. April 1911)
- The Hammer of God (als The Bolt from the Blue in: The Saturday Evening Post, 5. November 1910)
- The Eye of Apollo (in: The Saturday Evening Post, 25. Februar 1911)
- The Sign of the Broken Sword (in: The Saturday Evening Post, 7. Januar 1911)
- The Three Tools of Death (in: The Saturday Evening Post, 24. Juni 1911)

Deutsch:
- Father Brown’s Einfalt : Zwölf Geschichten. Übersetzt von Hanswilhelm Haefs. Haffmans, Zürich 1991, ISBN 3-251-20116-6.
- Pater Browns Einfalt. Übersetzt von Hedwig Maria von Lama. Null Papier Verlag, Neuss 2012, ISBN 978-3-95418-079-0 (E-Book).

The Wisdom of Father Brown (1914)
- The Absence of Mr Glass (in: McClure's Magazine, November 1912)
- The Paradise of Thieves (in: McClure's Magazine, März 1913)
- The Duel of Dr Hirsch
- The Man in the Passage (in: McClure's Magazine, April 1913)
- The Mistake of the Machine
- The Head of Caesar (in: The Pall Mall Magazine, Juni 1913)
- The Purple Wig (in: The Pall Mall Magazine, Mai 1913)
- The Perishing of the Pendragons (in: The Pall Mall Magazine, Juni 1914)
- The God of the Gongs
- The Salad of Colonel Cray
- The Strange Crime of John Boulnois (in: McClure's Magazine, Februar 1913)
- The Fairy Tale of Father Brown

Deutsch:
- Das Paradies der Diebe. Übersetzt von Clarisse Meitner. Musarion Verlag, München 1927, DNB 57259643X.
- Father Brown’s Weisheit : Zwölf Geschichten. Übersetzt von Hanswilhelm Haefs. Haffmanns, Zürich 1991, ISBN 3-251-20109-3.

The Incredulity of Father Brown (1926)
- The Resurrection of Father Brown
- The Arrow of Heaven (in: Nash's Pall Mall Magazine, Juli 1925)
- The Oracle of the Dog (in: Nash's Pall Mall Magazine, Dezember 1923)
- The Miracle of Moon Crescent (in: Nash's Pall Mall Magazine, Mai 1924)
- The Curse of the Golden Cross (in: Nash's Pall Mall Magazine, Mai 1925)
- The Dagger with Wings (in: Nash's Pall Mall Magazine, Februar 1924)
- The Doom of the Darnaways (in: Nash's Pall Mall Magazine, Juni 1925)
- The Ghost of Gideon Wise (in: Cassell's Magazine, April 1926)

Deutsch:
- Ein Pfeil vom Himmel. Übersetzt von Dora Sophie Kellner. Verlag Die Schmiede, Berlin 1927, DNB 572596235.
- Father Brown’s Ungläubigkeit : Acht Geschichten. Übersetzt von Hanswilhelm Haefs. Haffmans, Zürich 1991, ISBN 3-251-20117-4.

The Secret of Father Brown (1927)
- The Secret of Father Brown (Rahmenerzählung)
- The Mirror of the Magistrate
- The Man with Two Beards
- The Song of the Flying Fish
- The Actor and the Alibi
- The Vanishing of Vaudrey (in: Harper’s Magazine, Oktober 1925)
- The Worst Crime in the World
- The Red Moon of Meru
- The Chief Mourner of Marne (in: Harper’s Magazine, Mai 1925)
- The Secret of Flambeau (Rahmenerzählung)

Deutsch:
- Das Geheimnis des Paters Brown. Übersetzt von Rudolf Nutt. Musarion Verlag, DNB 572596359.
- Das Geheimnis des Pater Brown. Übersetzt von Alfred Paul Zeller. Limes-Verlag, Wiesbaden 1947, DNB 450775097.
- Father Brown’s Geheimnis : Zehn Geschichten. Übersetzt von Hanswilhelm Haefs. Haffmans, Zürich 1992, ISBN 3-251-20118-2.

The Scandal of Father Brown (1935)
- The Scandal of Father Brown (in: The Story-Teller, November 1933)
- The Quick One (in: The Saturday Evening Post, 25. November 1933)
- The Blast of the Book/The Five Fugitives (in: Liberty, 26. August 1933)
- The Green Man (in: Ladies Home Journal, November 1930)
- The Pursuit of Mr Blue
- The Crime of the Communist (in: Collier’s Weekly, 14. Juli 1934)
- The Point of a Pin (in: The Saturday Evening Post, 17. September 1932)
- The Insoluble Problem (in: The Story-Teller, März 1935)
- The Vampire of the Village (in: Strand Magazine, August 1936; nicht in der Erstausgabe der Sammlung)

Deutsch:
- Skandal um Pater Brown : Kriminalgeschichten. Übersetzt von Kamilla Demmer. Herder-Bücherei #23, Freiburg i. Br. 1958, DNB 450775011.
- Father Brown’s Skandal : Zehn Geschichten. Übersetzt von Hanswilhelm Haefs. Haffmans, Zürich 1993, ISBN 3-251-20109-3.

Außerhalb von Sammlungen erschienen:
- The Donnington Affair (in: The Premier, November 1914; mit Max Pemberton)
- The Mask of Midas (1936)
  - Deutsch: Father Brown und die Midasmaske und andere Geschichten. Hrsg. und eingeleitet von Matthias Marx. Übersetzt von Carl Koch. Verlag Nova und Vetera, Bonn 2004, ISBN 3-936741-17-4.

Sammelbände und postume Zusammenstellungen
- The Father Brown Stories (1929)
- The Father Brown Omnibus (1933)
- The Complete Father Brown (1943)
- Father Brown: A Selection (1955)
  - Deutsch: Father Brown kann es nicht glauben : Seine besten Fälle. Übersetzt von Hanswilhelm Haefs. Brendow, Moers 2001, ISBN 3-87067-881-X.
- The Father Brown Book (1959)
- The Second Father Brown Book (1959)
- The Collected Works of G.K. Chesterton: The Father Brown Stories (2005, 2 Bände)
- The Early Father Brown (2010)

Obenstehende Sammelbände mit Father-Brown-Geschichten sind eine kleine Auswahl aus der sehr großen Zahl solcher Zusammenstellungen, sowohl englischer wie deutscher. Die Sammlungen sind selten vollständig, insbesondere fehlen meist die beiden außerhalb der von Chesterton zusammengestellten 5 Bände (The Donnington Affair und The Mask of Midas). Die im Rahmen der Collected Works 2005 in 2 Bänden erschienene Ausgabe ist vollständig.
Die deutschen Übersetzungen von Hanswilhelm Haefs sind nach der Erstausgabe bei Haffmanns seither im Area Verlag, Erftstadt, und als Taschenbuch bei Suhrkamp aufgelegt worden.

### Romane

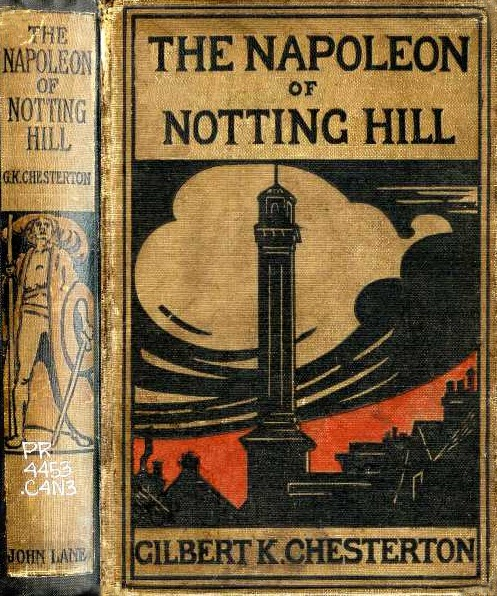
The Napoleon of Notting Hill 1904

- The Napoleon of Notting Hill (1904)
  - Deutsch: Der Held von Notting Hill. Übersetzt von Manfred Georg. Eden-Verlag, Berlin und Leipzig 1927, DNB 572596316. Auch als: Der Held von Notting Hill : Phantastischer Roman. Übersetzt von Manfred Georg. Hrsg. und mit einem Nachwort versehen von Carl Amery. Suhrkamp (Phantastische Bibliothek #156), [Frankfurt (Main)] 1985, ISBN 3-518-37674-8.
- The Man Who Was Thursday (1908)
  - Deutsch: Der Mann, der Donnerstag war : Eine Nachtmahr. Übersetzt von Heinrich Lautensack. Musarion Verlag, München 1924, DNB 572596294. Auch als: Der Mann, der Donnerstag war : Eine phantastische Geschichte. Mit 20 Zeichnungen von Gerda von Stengel. Übersetzt von Bernhard Sengfelder. Droemer, Wiesentheid 1947, DNB 450774953.
- The Ball and the Cross (1909)
  - Deutsch: Kugel und Kreuz. Übersetzt und mit einem Nachwort versehen von Stefan Welz. Nova & Vetera, Bonn 2007, ISBN 978-3-936741-46-9.
- Manalive (1912)
  - Deutsch: Menschenskind. Übersetzt von E. McCalman und N. Collin. Musarion-Verlag, München 1926, DNB 572596308.
- Flying Inn (1914)
  - Deutsch: Das fliegende Wirtshaus. Übersetzt von Joseph Grabisch. Musarion Verlag, München 1922, DNB 572596421.
- The Return of Don Quixote (1927)
  - Deutsch: Don Quijotes Wiederkehr. Übersetzt von Curt Thesing. Grethlein & Co., Leipzig 1927, DNB 572596332. Auch als: Der neue Don Quijote. Übersetzt von Curt Thesing. Cassianeum, Donauwörth 1950, DNB 450775003. Auch als: Die Rückkehr des Don Quijote. Übersetzt von Karin Matthes. Matthes und Seitz, München 1992, ISBN 3-88221-778-2.
- Basil Howe : A Story of Young Love (postum 2001, geschrieben in den 1890er Jahren)

### Erzählungen, Prosa-Sammlungen
The Club of Queer Trades (1905)
- The Awful Reason of the Vicar’s Visit
- The Eccentric Seclusion of the Old Lady
- The Noticeable Conduct of Professor Chadd
- The Painful Fall of a Great Reputation
- The Singular Speculation of the House-Agent
- The Tremendous Adventures of Major Brown

Deutsch: Der geheimnisvolle Klub. Übersetzt von Rudolf Nutt. Musarion-Verlag, München 1928, DNB 572596197. Auch als: Der Club für bizarre Berufe : Londoner Erzählungen. Übersetzt von Jakob Vandenberg. Elsinor-Verlag, Coesfeld 2011, ISBN 978-3-939483-19-9.
The Man Who Knew Too Much (1922)
- The Bottomless Well
- The Face in the Target
- The Fad of the Fisherman
- The Five of Swords
- The Fool of the Family
- The Garden of Smoke
- The Hole in the Wall
- The Soul of the Schoolboy
- The Tower of Treason
- Trees of Pride
- The Vanishing Prince
- The Temple of Silence

Deutsch: Der Mann, der zuviel wusste. Übersetzt von Clarisse Meitner. Musarion Verlag, München 1925, DNB 572596286. Auch als: Der Mann, der zu viel wusste : Kriminalgeschichten. Nachwort von Elmar Schenkel. Übersetzt von Renate Orth-Guttmann. Manesse-Verlag, Zürich 2011, ISBN 978-3-7175-2228-7.
Tales of the Long Bow (1925)
- The Elusive Companion of Parson White
- The Exclusive Luxury of Enoch Oates
- The Improbable Success of Mr. Owen Hood
- The Ultimate Ultimatum of the League of the Long Bow
- The Unobtrusive Traffic of Captain Pierce
- The Unprecedented Architecture of Commander Blair
- The Unpresentable Appearance of Colonel Crane
- The Unthinkable Theory of Professor Green

Stories (1928)
The Poet and the Lunatics : Episodes in the Life of Gabriel Gale (1929)
Deutsch: Der Dichter und die Verrückten : Episoden aus d. Leben von Gabriel Gale. Übersetzt von Gertrud Jahn. Herder-Bücherei #121, Freiburg i. Br., Basel und Wien 1962, DNB 450774996.
The Moderate Murderer, and the Honest Quack (1929)
The Ecstatic Thief (1930)
Four Faultless Felons (1930)
Deutsch: Vier verehrungswürdige Verbrecher. Mit einem Nachwort von Matthias Marx. Übersetzt von Matthias Marx und Boris Greff. Die Andere Bibliothek #374, Berlin 2016, ISBN 978-3-8477-0374-7.
The Floating Admiral, with others (1931)
The Paradoxes of Mr. Pond (postum 1937)
Deutsch: Die Paradoxe des Mr. Pond und andere Überspanntheiten. Nachwort von Matthias Marx. Übersetzt von Matthias Marx und Boris Greff. Die Andere Bibliothek #332, Berlin 2012, ISBN 978-3-8477-0332-7.
Daylight and Nightmare : Uncollected Stories and Fables (postum 1986, hrsg. von Marie Smith)
- Chivalry Begins at Home
- Concerning Grocers as Gods
- The Conversion of an Anarchist
- A Crazy Tale
- Culture and the Light
- The Curious Englishman
- Dukes
- The End of Wisdom
- A Fish Story
- The Giant
- The Great Amalgamation
- Homesick at Home
- A Legend of Saint Francis
- The Legend of the Sword
- The Long Bow
- A Nightmare
- On Private Property
- On Secular Education
- The Paradise of Human Fishes
- A Picture of Tuesday
- A Real Discovery
- The Roots of the World
- The Second Miracle
- The Taming of the Nightmare
- The Three Dogs
- The Two Taverns

### Lyrik
- Greybeards at Play : Literature and Art for Old Gentlemen (1900)
- The Wild Knight and Other Poems (1900)
- The Ballad Of The White Horse (1911)
- Poems (1915)
- Wine, Water And Song (1915, aus dem Roman The Flying Inn)
- The Ballad of St. Barbara and Other Verses (1922)
- A Collection of Poems (1925)
- The Queen of Seven Swords (1926)
- The Collected Poems of G. K. Chesterton (1926, überarbeitet 1932)
- Gloria in Profundis (1927)
- Ubi Ecclesia (1929)
- Christmas Poems (1929)
- The Grave of Arthur (1930)
- New Poems (1932)
- Collected Poems (1954)
- Greybeards at Play and Other Comic Verse (1974, hrsg. von John Sullivan)
- Collected Nonsense and Other Light Verse (1987, hrsg. von Marie Smith)

### Kurzgeschichten
1905:
- The Eccentric Seclusion of the Old Lady (1905)
- The Tremendous Adventures of Major Brown (1905)
  - Deutsch: Die furchtbaren Abenteuer des Major Brown. Übersetzt von Rudolf Ruff. In: Joachim Kalka (Hrsg.): Die geheime Position der Nordküste. Klett-Cotta Hobbit-Presse #95089, 1928, ISBN 3-608-95089-3.

1908:
- The Angry Street (1908)
  - Deutsch: Die zornige Straße. Übersetzt von Erik Simon. In: Peter Haining (Hrsg.): Ritter des Wahnsinns. Heyne SF & F #9062, 1999, ISBN 3-453-16220-X.

1909:
- The Extraordinary Cabman (1909, in: G. K. Chesterton: Tremendous Trifles)
- The Perfect Game (1909, in: G. K. Chesterton: Tremendous Trifles)
- The Shop of Ghosts: A Good Dream (1909, in: G. K. Chesterton: Tremendous Trifles)

1911:
- The Invisible Man (1911)

1920:
- The Finger of Stone (in: Harper’s Bazar, December 1920)

1922:
- The Vengeance of a Statue (in: The Story-teller, October 1922)

1928:
- The Sword of Wood (1928)

1931:
- If Don John of Austria had Married Mary Queen of Scots (1931, in: J. C. Squire (Hrsg.): If It Had Happened Otherwise)
  - Deutsch: Wenn Don Juan d’Austria Maria Stuart geheiratet hätte. Übersetzt von Walter Brumm. In: J. C. Squire (Hrsg.): Wenn Napoleon bei Waterloo gewonnen hätte. Heyne SF & F #6310, 1999, ISBN 3-453-14911-4.

1937:
- The Shadow of the Shark (1937, in: Fifty Masterpieces of Mystery)

### Theaterstücke
- Magic. A Fantastic Comedy (1913)
  - Deutsch: Magie : Eine phantastische Komödie. Übersetzt von Rudolf Kommer. Oesterheld & Co., Berlin 1914, DNB 57259626X.
- The Judgment of Dr. Johnson (1927)
- The Turkey and the Turk (1930)
- The Surprise (postum 1952)

### Biografien
- Thomas Carlyle (1902, mit J. E. H. Williams)
- Charles Dickens (1903, mit F. G. Kitton)
  - Deutsch: Dickens. Übersetzt von Herberth E. Herlitschka. Phaidon-Verlag, Wien 1936, DNB 572596200.
- Robert Browning (1903)
- Robert Louis Stevenson (1903, mit W. Robertson Nicoll)
- Tennyson (1903, mit Richard Garnett)
- Thackeray (1903, mit Lewis Melville)
- Leo Tolstoy (1903, mit G. H. Perris and Edward Garnett)
- G. F. Watts (1904)
- George Bernard Shaw (1909, überarbeitet 1935)
  - Deutsch: Bernard Shaw. Amandus-Edition (Schriftenreihe Symposion #16), Wien 1947, DNB 450775089.
- William Blake (1910)
- Lord Kitchener (1917)
- St. Francis of Assisi (1923)
  - Deutsch: Der Heilige Franziskus von Assisi. Übersetzt von J. L. Benvenisti. Verlag J. Kösel & F. Pustet, München 1927, DNB 572596219. Auch als: Franziskus, der Heilige von Assisi. Übersetzt von J. L. Benvenisti. Verlag der Arche, Zürich 1981, ISBN 3-7160-1742-6. Auch als: Hl. Franziskus von Assisi. Übersetzt von Dieter Hattrup. Media Maria, Illertissen 2014, ISBN 978-3-9816344-5-7.
- William Cobbett (1925)
- Chaucer (1932)
- St. Thomas Aquinas. The Dumb Ox. (1933)
  - Deutsch: Der heilige Thomas von Aquin. Übersetzt von Elisabeth Kaufmann. Pustet, Salzburg und Leipzig 1935, DNB 572596375. Auch als: Thomas von Aquin. Übersetzt von Elisabeth Kaufmann. Kerle, Heidelberg 1957, DNB 450775143. Auch als: Thomas von Aquin : Der Heilige mit dem gesunden Menschenverstand. Übersetzt von Elisabeth Kaufmann. Herder, Freiburg [Breisgau], Basel, Wien 1980, ISBN 3-451-18276-9. Auch als: Der stumme Ochse. Über Thomas von Aquin. Übersetzt von Elisabeth Kaufmann. Herder-Bücherei #75, Freiburg, Basel und Wien 1960, DNB 450775151.

### Essaysammlungen
- The Defendant (1901)
  - Deutsch: Verteidigung des Unsinns, der Demut, des Schundromans und anderer missachteter Dinge. Verlag der weissen Bücher, Leipzig 1917, DNB 579293459. Auch als: Das Gold in der Gosse : Plädoyers. Übersetzt von Joachim Kalka. Klett-Cotta (Cottas Bibliothek der Moderne #53), Stuttgart 1986, ISBN 3-608-95394-9. Auch als: Verteidigung des Nonsens : Skizzen. Aus dem Englischen übertragen und hrsg. von Christoph Sorger. Kiepenheuer, Leipzig und Weimar 1991, ISBN 3-378-00364-2.
- Twelve Types (1902; erweitert als: Varied Types, 1903; Auswahl als: Five Types, 1910; auch als: Simplicity and Tolstoy, 1912)
- Heretics (1905)
  - Deutsch: Ketzer : Eine Verteidigung der Orthodoxie gegen ihre Verächter. Übersetzt von Monika Noll und Ulrich Enderwitz. Eichborn (Die Andere Bibliothek #165), Frankfurt am Main 1998, ISBN 3-8218-4165-6.
- Orthodoxy (1908)
  - Deutsch: Orthodoxie. Hyperion-Verlag H. v. Weber, München und München 1909, DNB 572596324. Auch als: Das Abenteuer des Glaubens, Orthodoxie. Übersetzt von Paula Rüf. Einführung von Peter Schifferli. Otto Walter (Christliches England #2), Olten 1947, DNB 36341875X. Auch als: Orthodoxie : Eine Handreichung für die Ungläubigen. Mit einer Einleitung von Martin Mosebach. Übersetzt von Monika Noll und Ulrich Enderwitz. Eichborn (Die Andere Bibliothek #187), Frankfurt am Main 2000, ISBN 3-8218-4187-7.
- All Things Considered (1908)
- Tremendous Trifles (1909)
  - Deutsch: Vom Wind und den Bäumen oder gewichtige Kleinigkeiten : Betrachtungen und Skizzen. Übersetzt von Jakob Vandenberg. Elsinor-Verlag, Coesfeld 2008, ISBN 978-3-939483-10-6.
- The Ultimate Lie (Privatdruck, 1910)
- What’s wrong with the world? (1910)
  - Deutsch: Was unrecht ist an der Welt : Essays. Übersetzt von Clarisse Meitner. Musarion-Verlag, München 1924, DNB 572596391.
- Alarms and Discursions (1911)
- Appreciations and Criticisms of the Works of Charles Dickens (1911)
- A Chesterton Calendar (1911; auch als: Wit and Wisdom of G. K. Chesterton, 1911; auch als: Chesterton Day by Day, 1912)
- A Defence of Nonsense and Other Essays (1911)
- The Future of Religion: Mr. G. K. Chesterton’s Reply to Mr. Bernard Shaw (Privatdruck, 1911)
- The Conversion of an Anarchist (1912)
- A Miscellany of Men (1912)
- The Victorian Age in Literature (1913)
- The Barbarism of Berlin (1914)
- London (Privatdruck, 1914, Fotografien von Alvin Langdon Cobum)
- Prussian Versus Belgian Culture (1914)
- The Crimes of England (1915)
- Letters to an Old Garibaldian (1915; mit The Barbarism of Berlin auch als: The Appetite of Tyranny, 1915)
- The So-Called Belgian Bargain (1915)
- Divorce Versus Democracy (1916)
- Temperance and the Great Alliance (1916)
- Lord Kitchener (Privatdruck, 1917)
- A Short History of England (1917)
- Utopia of Usurers and Other Essays (1917)
- How to Help Annexation (1918)
- Charles Dickens Fifty Years After (Privatdruck, 1920)
- Irish Impressions (1920)
- The Superstition of Divorce (1920)
- The New Jerusalem (1921)
  - Deutsch: Das neue Jerusalem : Reiseeindrücke. Übersetzt von Curt Thesing. Schünemann, Bremen 1930, DNB 572596227.
- The Superstition of Divorce (1920)
- The Uses of Diversity: A Book of Essays (1921)
- Eugenics and Other Evils (1922)
  - Deutsch: Eugenik und andere Übel. Übersetzt von Frank Jakubzik. Suhrkamp, Berlin 2014, ISBN 978-3-518-26041-8.
- What I Saw in America (1922)
- Fancies Versus Fads (1923)
- The End of the Roman Road: A Pageant of Wayfarers (1924)
- The Superstitions of the Sceptic (Vortrag, 1925)
- The Everlasting Man (1925)
  - Deutsch: Der unsterbliche Mensch. Übersetzt von Curt Thesing. C. Schünemann, Bremen 1930, DNB 572596278; erweiterte und überarbeitete Neuauflage, nova & vetera, Bonn 2011, ISBN 978-3-936741-60-5.
- The Catholic Church and Conversion (1926)
- Culture and the Coming Peril (Vortrag, 1927)
- The Outline of Sanity (1927)
  - Deutsch: Umriss der Vernunft. Übersetzt und mit Anmerkungen von Julian Voth. Mit einem Nachwort von Gunnar Decker. Matthes & Seitz Berlin, Berlin 2020, ISBN 978-3-95757-787-0.
- Social Reform Versus Birth Control (1927)
- Generally Speaking: A Book of Essays (1928)
- Do We Agree? A Debate, with G. B. Shaw (1928)
  - Deutsch: Sind wir uns einig? : Ein Streitgespräch mir Bernard Shaw unter der Leitung von Hilaire Belloc. Übersetzt von Jakob Vandenberg. Elsinor, Coesfeld 2009, ISBN 978-3-939483-14-4.
- The Thing (1929, Essays über das katholische Christentum)
- The Resurrection of Rome (1930)
- Come to Think of It: A Book of Essays (1931)
- The Turkey and the Turk (1930)
- At the Sign of the World’s End (1930)
- Is There a Return to Religion? (1931, mit E. Haldeman-Julius)
- All is Grist: A Book of Essays (1932)
- Sidelights on New London and Newer York and Other Essays (1932)
- Christendom in Dublin (1933)
- All I Survey: A Book of Essays (1933)
- Avowals and Denials: A Book of Essays (1935)
- Explaining the English (1935)
- Stories, Essays and Poems (1935)
- The Well and the Shallows (1935)
- As I Was Saying: A Book of Essays (1936)
- Autobiography (1936)
  - Deutsch: Der Mann mit dem goldenen Schlüssel : Die Geschichte meines Lebens. Übersetzt von Hubert Schiel. Herder, Freiburg 1952, DNB 450774767. Auch als: Autobiographie. Verlag Nova und Vetera, Bonn 2002, ISBN 3-936741-11-5.
- The Common Man (1950, postum)
  - Deutsch: Der gewöhnliche Sterbliche. Übersetzt von Irmgard Wild. Kösel, München 1962, DNB 450774937.
- Where All Roads Lead (1961, postum)

### Werkausgaben
- Collected Works (1926, 9 Bände, Library Press)
  - 1 Alarms and Discursions
  - 2 All Things Considered
  - 3 The Ballad of the White Horse
  - 4 Charles Dickens
  - 5 Fancies versus Fads
  - 6 The Flying Inn
  - 7 A Miscellany of Men
  - 8 Tremendous Trifles
  - 9 The Uses of Diversity
- A Gleaming Cohort, Being Selections from the Works of G. K. Chesterton (1926, hrsg. von E. V. Lucas)
- G.K.C. a M.C., Being a Collection of Thirty-Seven Introductions (1929, hrsg. von J. P. de Fonseka)
- Collected Works (1986 ff., Ignatius Press, hrsg. von Lawrence J. Clipper)[8]
  - 1 Heretics&#156; (1986)
  - 2 St. Francis of Assisi&#156; (1986)
  - 3 Where all roads lead&#156; (1990)
  - 4 What's wrong with the world&#156; (1987)
  - 5 The&#156; outline of sanity&#156; (1987)
  - 6 The&#156; club of queer trades&#156; (1991)
  - 7 The&#156; ball and the cross&#156; (2004)
  - 8 The&#156; return of Don Quixote&#156; (1999)
  - 10.1 Collected poetry ; Pt. I (1994)
  - 10.2 Collected poetry ; Pt. II (2008)
  - 10.3 Collected poetry ; Pt. III (2010)
  - 11 Plays&#156; (1989)
  - 12 The&#156; Father Brown stories ; 1 (2005)
  - 13 The&#156; Father Brown stories ; 2 (2005)
  - 14 Short stories, fairy tales, mystery stories, illustrations (1993)
  - 15 Chesterton on Dickens (1989)
  - 16 &#152;The&#156; autobiography of G. K. Chesterton (1988)
  - 18 Thomas Carlyle&#156; (1991)
  - 20 Christendom in Dublin&#156; (2001)
  - 21 What I saw in America&#156; (1990)
  - 27 &#152;The&#156; Illustrated London News : 1905–1907 (1986)
  - 28 The&#156; Illustrated London News : 1908–1910 (1987)
  - 29 The&#156; Illustrated London News : 1911–1913 (1988)
  - 30 The&#156; Illustrated London News : 1914–1916 (1988)
  - 31 The illustrated London news : 1917–1919. (1989)
  - 32 The&#156; Illustrated London News : 1920–1922 (1989)
  - 33 The&#156; Illustrated London News : 1923–1925 (1990)
  - 34 The&#156; Illustrated London News : 1926–1928 (1991)
  - 35 The&#156; Illustrated London News : 1929–1931 (1991)
  - 36 The&#156; Illustrated London News : 1932–1934 (2011)
  - 37 The&#156; Illustrated London News : 1935–1936 (2012)